# Раудашль, Хуберт
Хуберт Раудашль (нем. Hubert Raudaschl, род. 26 августа 1942 года в Санкт-Гильгене, земля Зальцбург, Австрия) — австрийский яхтсмен, двукратный вице-чемпион Олимпийских игр, двукратный чемпион мира. С 1996 по 2008 год удерживал также рекорд по общему количеству участий в Олимпийских играх. Четырежды (1972, 1984, 1988 и 1996) был удостоен чести нести флаг Австрии на церемонии открытия летних Олимпийских игр.

## Биография
Лишь Раудашль, Иан Миллар, Афанасий Кузьмин и Нино Салуквадзе принимали участие не менее, чем в 9 Олимпийских играх, при этом серия Раудашля является непрерывной — он неизменно выходил на старт олимпийских регат на протяжении 32 лет с 1964 по 1996 годы (в 10 Олимпийских играх подряд принимала участие Салуквадзе). Рекорд по общему количеству участий у Раудашля отобрал 65-летний Миллар: в 2012 году в Лондоне он выступил на своей 10-й Олимпиаде и таким образом превзошёл достижение Раудашля. В 1960 году в Риме Раудашль был запасным.
Интересно, что оба раза, когда Раудашль поднимался на вторую ступень олимпийского пьедестала (1968 и 1980), он уступал советскому яхтсмену Валентину Манкину, хотя это и происходило в разных классах яхт.
В 1976 году в Монреале Хуберт участвовал в Олимпиаде в классе Солинг в экипаже со своим младшим братом Вальтером (род. 1954), но опыт оказался неудачным — лишь 17-е место.
Хуберт Раудашль дважды был чемпионом мира (в 1964 году в классе Финн и в 1978 году в классе Микро), 5 раз чемпионом Европы и более 20 раз чемпионом Австрии (в классах Звёздный, Солинг, Темпест, Финн). Выступал на международном уровне на протяжении почти 40 лет.
Сын Хуберта Флориан (род. 1978) принимал участие в Олимпиаде в Лондоне, где занял 23-е место среди 24 участников в классе Финн.

### Результаты на Олимпийских играх
| Игры                 | Возраст | Класс    | Экипаж                        | Место |
| -------------------- | ------- | -------- | ----------------------------- | ----- |
| 1964 Токио           | 22      | Финн     | —                             | 5     |
| 1968 Мюнхен          | 26      | Финн     | —                             | 2     |
| 1972 Мюнхен (Киль)   | 30      | Темпест  | Эрих Мориц                    | 10    |
| 1976 Монреаль        | 33      | Солинг   | Рудольф Майр Вальтер Раудашль | 17    |
| 1980 Москва (Таллин) | 37      | Звёздный | Карл Ферстль                  | 2     |
| 1984 Лос-Анджелес    | 41      | Звёздный | Карл Ферстль                  | 5     |
| 1988 Сеул            | 46      | Звёздный | Штефан Пукскандль             | 13    |
| 1992 Барселона       | 49      | Звёздный | Фридрих Грубер                | 20    |
| 1996 Атланта         | 53      | Звёздный | Андреас Ханакамп              | 15    |